# Paul Schwoerer
Paul Schwoerer (* 9. August 1874 in Kenzingen; † 29. April 1959 in Freiburg im Breisgau) war ein höherer badischer Verwaltungsbeamter.

## Leben
Schwoerer stammte aus einer angesehenen Kenzinger Akademiker-Familie und war der Sohn des badischen Bezirksarztes Friedrich Ignaz Schwoerer und dessen Ehefrau Marie Josephine Schwoerer, geborene Krafft. Er besuchte zunächst die Volksschule und höhere Bürgerschule in Kenzingen.
Nach der Abiturprüfung am Berthold-Gymnasium Freiburg und einem einjährigen Militärdienst studierte Schwoerer Rechtswissenschaften an der Albert-Ludwigs-Universität Freiburg.
1907 heiratete er Jutta Kuenzer, mit der er zwei Töchter und zwei Söhne hatte, die beide im Zweiten Weltkrieg in Russland fielen. 1914 bis 1916 war er als Kompanieführer im Ersten Weltkrieg.
Von 1929 bis 1945 leitete er den Landesverein Badische Heimat. Überdies wirkte er im Schwarzwaldverein mit und war im Vorstand des Freiburger Münsterbauvereins. Nach seiner Pensionierung war er als Lehrbeauftragter für Verwaltungsrecht an der Freiburger Universität tätig.

### Die Beamtenlaufbahn
1897 legte er die erste Staatsprüfung ab und trat als Rechtspraktikant in den badischen Staatsdienst ein.
Nach der zweiten Staatsprüfung wirkte er im Bezirksamt Waldkirch (1900–1903) und wurde dann 1903 als Legationssekretär beim badischen Außenministerium angestellt. Bereits 1904 wechselte er zum Bezirksamt Freiburg und 1907 nach Lahr. 1908 ließ er sich für ein Jahr beurlauben und wurde Bürgermeister von Baden-Baden. 1909 bis 1912 arbeitete er als Oberamtmann in Waldshut und 1912 bis 1918 als Amtsvorstand beim Bezirksamt Boxberg. In den Jahren 1918/19 nahm er diese Aufgabe im Bezirksamt Säckingen wahr und 1919 bis 1924 beim Bezirksamt Offenburg. Vom 4. Februar 1923 bis 18. August 1924 besetzten französische Truppen im Zuge der alliierten Rheinlandbesetzung Offenburg und vertrieben den Oberamtmann nach kurzer Haft. Schwoerer amtierte dann bis zur Versetzung nach Freiburg in Gengenbach.
1924 wurde er dann Landrat in Freiburg (die Bezeichnung des Amtsvorstandes wurde in Baden 1924 geändert). 1927 erfolgte dann seine Beförderung zum Landeskommissär des Landeskommissärbezirk Freiburg. Er wechselte innerhalb Freiburgs seinen Dienstsitz und zog in den Bau der ehemaligen Deutschordenskommende Freiburg, der dann beim alliierten Bombenangriff am 27. November 1944 zerstört wurde. Durch die nationalsozialistische Verwaltungsreform von 1936 erhielten die Landeskommissäre auch Aufgaben einer Mittelbehörde, wodurch Schwoerers Stellung aufgewertet wurde. Er verblieb bis 1945 in dieser Position. Am 1. Oktober 1946 wurde er pensioniert. Seine Position wurde nicht wieder besetzt – er gilt als der letzte Landeskommissär des Landeskommissärbezirks Freiburg, allerdings setzten die französischen Militärbehörden vom 5. Mai 1945 bis 7. August 1946 noch Manfred Pfister als kommissarischen Landeskommissär für Freiburg ein.

## Ehrungen
Für seinen Einsatz im Ersten Weltkrieg wurde Schwoerer mit dem Eisernen Kreuz 2. Klasse und dem Ritterkreuz 2. Klasse mit Eichenlaub und Schwertern des Ordens vom Zähringer Löwen ausgezeichnet.
Am 9. August 1949 wurde er zum Ehrensenator der Universität Freiburg ernannt.
1953 erhielt er das Große Verdienstkreuz des Verdienstordens der Bundesrepublik Deutschland.